# Himno de la Comunidad de Madrid
El Himno de la Comunidad de Madrid es un poema escrito por Agustín García Calvo, con música del compositor Pablo Sorozábal Serrano. La composición es el himno oficial de la Comunidad de Madrid (España) desde el 24 de diciembre de 1983, fecha de su publicación en el diario oficial de la región.
El himno fue compuesto a petición del Gobierno de la Comunidad de Madrid, que llegó al poder en 1983, año de su constitución. Durante el proceso de reorganización territorial del Estado se decidió que la provincia madrileña fuera una autonomía uniprovincial, separada de ambas Castillas. El primer presidente de la Comunidad de Madrid, Joaquín Leguina, encargó al filósofo Agustín García Calvo la composición del himno. Este aceptó por el simbólico precio de una peseta.
La letra del himno es un poema que trata con cierta sorna la organización territorial de España surgida tras la transición, así como la propia existencia de la Comunidad de Madrid. A diferencia de lo que sucede en otras comunidades autónomas, este himno tiene un uso testimonial y queda relegado a algunos actos oficiales, como la conmemoración del levantamiento del 2 de mayo de 1808.

## Letra
| 1 Yo estaba en el medio: giraban las otras en corro y yo era el centro. Ya el corro se rompe, ya se hacen Estado los pueblos, y aquí de vacío girando sola me quedo. Cada cual quiere ser cada una; no voy a ser menos: ¡Madrid, uno, libre, redondo, autónomo, entero! Mire el sujeto las vueltas que da el mundo para estarse quieto. | 2 Yo tengo mi cuerpo: un triángulo roto en el mapa por ley o decreto, entre Ávila y Guadalajara, Segovia y Toledo: provincia de toda provincia, flor del desierto. Somosierra me guarda del norte y Guadarrama con Gredos; Jarama y Henares al Tajo se llevan el resto. Y a costa de esto, yo soy el ente autónomo último, el puro y sincero. ¡Viva mi dueño, que solo por ser algo soy madrileño! | 3 Y en medio del medio, capital de la esencia y potencia, garajes, museos, estadios, semáforos, bancos, y vivan los muertos: ¡Madrid, metropol ideal del dios del progreso! Lo que pasa por ahí todo pasa en mí, y por eso funcionarios en mí y proletarios y números, almas y masas caen por su peso; y yo soy todos y nadie, político ensueño. Y ese es mi anhelo, que por algo se dice: «De Madrid al cielo». |